# El cementiri de Praga
El cementiri de Praga (en italià: Il cimitero di Praga) és una novel·la històrica d'Umberto Eco publicada l'any 2010. La seva aparició simultània a la de l'escàndol Wikileaks, amb el qual comparteix paral·lelismes assenyalats pel mateix autor, i les crítiques negatives rebudes per certs mitjans (publicacions properes al Vaticà i la comunitat jueva italiana) han alimentat certa polèmica.

## Ambient
Ambientada en la segona meitat del segle xix, principalment a Torí, Sicília i París, es presenten diferents moments de la unificació italiana (conspiracions carbonarias, expedició dels "camises vermelles" de Garibaldi) i del Segon Imperi i la Tercera República franceses (Guerra francoprussiana, Comuna de París, affaire Dreyfus).

## Tema
La novel·la té com a tema central la gestació de documents falsificats (apuntant al que es coneix com els protocols dels savis de Sió), que van gradualment afegint els diferents elements de la denominada conspiració judeomaçònica com a resposta a diferents interessos i en diferents països durant el segle xix, i inspirant-se en diferents anècdotes biogràfiques o obres literàries de personatges imaginaris o, en la major part dels casos, reals (com Augustin Barruel, Maurice Joly, Eugène Sue, Alexandre Dumas, Sigmund Freud, etc.)

## Narració
El principal recurs literari utilitzat és la figura del narrador desdoblament de la personalitat del protagonista narrador. Aquest entra en diàleg amb si mateix amb un diari compartit per ambdues personalitats, que es va oferint al lector amb successius salts en el temps (analepsi, el·lipsi), alteracions de la memòria i reconstruccions discontínues del fil dels fets. Al mateix temps, el mateix autor de la novel·la, com a tercera figura de narrador, també intervé interrompent el fil del discurs per resumir i comentar.

## Sinopsi
El cementiri de Praga és un relat d'agents secrets i conspiradors. Som al març de 1897, a París, espiant des de les primeres pàgines d'aquesta novel·la un home de seixanta-set anys que escriu assegut en una taula, en una habitació abarrotada de mobles: heus aquí el capità Simonini, un piemontès establert a la capital francesa, que des de molt jove es dedica al noble art de crear documents falsos...

## Esdeveniments històrics que apareixen a la novel·la
- Expedició dels Mil
- Comuna de París
- Cas Dreyfus
- Broma de Taxil
- Congrés antimaçònic de Trento

## Organitzacions històriques que apareixen a la novel·la
- Alta Vendita
- Kahal
- Okhrana
- Companyia de Jesús
- Francmaçoneria

## Personatges històrics importants que apareixen a la novel·la
- Giuseppe Garibaldi
- Ippolito Nievo
- Maurice Joly
- Hermann Gödsche
- Roger Gougenot donis Mousseaux
- Sigmund Freud
- Léo Taxil i Charles Hacks (Docteur Bataille)
- Joseph-Antoine Boullan
- Édouard Drumont
- Ferdinand Walsin Esterhazy
- Piotr Rachkovski
- Yuliana Glinka
- Matveï Golovinski
- Osman Bey (Pseudònim)

## Altres personatges històrics que apareixen a la novel·la
- Domenico Margiotta
- Benjamin Disraeli
- Jacob Brafmann
- Léon Meurin
- Luigi Fransoni
- Joséphin Péladan
- Stanislas de Guaita
- Jean Sandherr
- John W. Phelps
- Hippolytus Lutostansky
- Giovanni Battista Simonini[5]

## Personatges de ficció
- Babette de Interlaken
- Pare Bergamaschi (jesuïta)
- Abat Dalla Piccola